# 287-es busz (Budapest)
A budapesti 287-es jelzésű autóbusz Budatétény vasútállomás (Campona) és a Budaörsi lakótelep között közlekedik. A viszonylatot a MÁV Személyszállítási Zrt. üzemelteti MAN Lion’s City típusú autóbuszokkal.

## Története
2014. március 29-én a 4-es metró átadásakor a 88-as busz felhagyott útvonalszakaszát az új 287-es és 287A buszok szolgálják ki.
A 287A járattal közösen Kamaraerdőig a 88-as járat által megszokott kapacitást biztosította, ahonnan onnan tovább közlekedett a Kamaraerdei út–Dózsa György út útvonalon a Török utcáig, majd a 213-assal közös útvonalon haladva érte el a Camponát.
2015. augusztus 30-án a 287A járat megszűnt, a 287-es betér Budaörs vasútállomáshoz, de a járatsűrűsége a reggeli és a délutáni csúcsidőszakban jelentősen csökkent.
2016. május 1-jétől a Balatoni útnál létesített új megállóhelynél is megáll.

## Útvonala
| Budatétény vasútállomás (Campona) felé |
| Budaörsi lakótelep vá. – Szivárvány utca – Szabadság út – Károly király utca – Kinizsi utca – Raktár utca – Budaörs, vasútállomás forduló – Raktár utca – Kinizsi utca – aluljáró – Vasút utca – Budapest, Kamaraerdei út – Dózsa György út – Minta utca – Nagytétényi út – Budatétény vasútállomás (Campona) vá.                                |
| Budaörsi lakótelep felé |
| Budatétény vasútállomás (Campona) vá. – Nagytétényi út – Minta utca – Dózsa György út – Török utca – Bartók Béla út – Dózsa György út –Kamaraerdei út – Budaörs, Vasút utca – aluljáró – Raktár utca – Budaörs, vasútállomás forduló – Raktár utca – Kinizsi utca – Károly király utca – Szabadság út – Szivárvány utca – Budaörsi lakótelep vá. |

## Megállóhelyei
| 0                                     | Budaörsi lakótelep végállomás                | 31 | 40, 40B, 40E, 140, 140A, 140B, 240, 288, 289 755            |
| 1                                     | Patkó utca                                   | 30 | 40, 40E, 140, 140A, 240                                     |
| 2                                     | Gimnázium                                    | 29 | 40, 40E, 88, 140, 140A, 188, 188E, 240 755, 756, 767        |
| 3                                     | Budaörs, városháza                           | 28 | 40, 40B, 40E, 88, 140, 140A, 188, 240 756, 767              |
| 4                                     | Kötő utca                                    | 27 | 40, 40B, 40E, 88, 140, 140A, 188, 240                       |
| 4                                     | Kisfaludy utca                               | 26 | 40, 40B, 40E, 88, 140, 140A, 188, 240, 288, 289             |
| ∫                                     | Károly király utca                           | 25 | 40, 40B, 40E, 88, 140, 140A, 188, 240                       |
| 6                                     | Baross utca                                  | 24 | 40E 756                                                     |
| 7                                     | Csata utca                                   | 23 | 40E, 288                                                    |
| 9                                     | Agip utca                                    | 21 | 288                                                         |
| 10                                    | Budaörs vasútállomás                         | 20 | 288 S10 S12                                                 |
| 11                                    | Kinizsi utca                                 | 19 | 288                                                         |
| Budapest–Budaörs közigazgatási határa |                                              |    |                                                             |
| 12                                    | Repülőgépes Szolgálat                        | 18 | 87, 87A, 187, 288 756                                       |
| 13                                    | Vasút utca                                   | 17 | 87, 87A, 187                                                |
| 14                                    | Kamaraerdei út 11.                           | 16 | 87, 87A, 187                                                |
| 15                                    | Kamaraerdei Ifjúsági Park                    | 15 | 87, 87A, 187 41                                             |
| 16                                    | Idősek Otthona                               | 14 | 87, 87A, 187                                                |
| 17                                    | Kamaraerdő                                   | 13 | 87, 87A, 187, 288                                           |
| 18                                    | Szép utca                                    | 12 | 87, 87A                                                     |
| 19                                    | Dűlő út                                      | 11 | 87, 87A                                                     |
| 21                                    | Balatoni út / Dózsa György út                | 9  | 710, 712, 720, 722                                          |
| 22                                    | Bartók Béla út 208.                          | 7  |                                                             |
| 23                                    | Török utca                                   | 7  | 213                                                         |
| 24                                    | XIII. utca / Dózsa György út                 | 6  | 114, 213, 214                                               |
| 25                                    | Bem tábornok utca                            | 5  | 114, 213, 214                                               |
| 26                                    | Szent László utca                            | 4  | 101B, 114, 213, 214                                         |
| 27                                    | Tátra utca                                   | 3  | 101B, 213, 214                                              |
| 28                                    | I. utca                                      | 2  | 13, 88, 101B, 113, 113A, 213, 214                           |
| 29                                    | Rózsakert utca / Minta utca                  | 1  | 13, 88, 101B, 101E, 113, 113A, 114, 213, 214                |
| 29                                    | Budatétény vasútállomás (Növény utca)        | 1  | 13, 33, 88, 101E, 113, 113A, 114, 133E, 213, 214 700        |
| 30                                    | Budatétény vasútállomás (Campona) végállomás | 0  | 13, 88, 101E, 113, 113A, 138, 150, 150B 700 S40 S42 G43 G44 |